# Leftism (альбом)
 Leftism  — дебютний альбом електронного музичного проекту Leftfield, який був виданий у січні 1995 року. 
Платівка була номінована на престижну премію Mercury Music Prize, але врешті-решт програла  альбому "Dummy" - дебютнику бристольского гурту Portishead.
Було декілька варіантів релізу платівки.

## Трек-лист
1. "Release the Pressure" – 7:39 (за участі Earl Sixteen і Cheshire Cat разом з Ad-Libs)
2. "Afro-Left" – 7:33 (за участі Neil Cole (Djum Djum))
3. "Melt" – 5:21
4. "Song of Life" – 6:55
5. "Original" – 6:22 (за участі Toni Halliday)
6. "Black Flute" – 3:46
7. "Space Shanty" – 7:15
8. "Inspection (Check One)" – 6:30 (за участі Danny Red)
9. "Storm 3000" – 5:44
10. "Open Up" – 6:52 (за участі John Lydon)
11. "21st Century Poem" – 5:42 (за участі Lemn Sissay)

## Над альбомом працювали
- Оформлення - Jonathon Cooke
- Інженери - Adam Wren, Joe Gibb, Ollie J
- Мастеринг - Paul Solomons
- Фотографи - Merton Gauster, Phil Knott
- Мікс - Leftfield
- Музика - Barnes, Daley